# Dirk Martens
Dirk Martens (en latín Theodoricus Martinus) fue un impresor y editor de Flandes, nacido en Aalst en 1446 o 1447 y fallecido el 2 de mayo de 1534. Se fue a Venecia y trabajó con el humanista Gerardus de Lisa. En 1473, regresó a Aalst y junto con Johan van Westfalen abrió una prensa de impresión. Imprimió un libro sobre los dos amantes de Enea Piccolomini que más tarde se convirtió en el papa Pío II. Entre 1492 y 1529, fundó dos nuevos talleres de impresión en Amberes y Lovaina. Editó varias obras de los humanistas Erasmo y Tomás Moro (Utopía, 1516), así como un diccionarios en hebreo, el Dictionarivm Hebraicvm (1519). También editó la primera carta de Colón en el Nuevo Mundo.